# Jean-François Demandolx
Jean-François Demandolx (Marsiglia, 20 ottobre 1744 – Amiens, 14 agosto 1817) è stato un vescovo cattolico francese, vescovo di La Rochelle e poi di Amiens.

## Biografia
Fu canonico del capitolo della cattedrale di Marsiglia e vicario generale del vescovo Jean-Baptiste de Belloy-Morangle; nel 1787 fu nominato abate commendatario di Sénanque.
Allo scoppio della Rivoluzione francese emigrò in Italia e poi in Germania.
Dopo il concordato del 1801 tra Napoleone e papa Pio VII, il vescovo Jean-Baptiste de Belloy-Morangle, divenuto intanto arcivescovo di Parigi, lo richiamò in Francia e lo nominò suo vicario generale per quella diocesi.
Fu eletto vescovo di La Rochelle nel 1802 e fu poi trasferito alla sede di Amiens nel 1805.
Partecipò al concilio nazionale convocato a Parigi e difese i privilegi e le libertà ecclesiastiche contro le rivendicazioni di Napoleone.
Si adoperò per risollevare le sorti delle diocesi che resse dopo le devastazioni della Rivoluzione.
Morì ad Amiens.

## Genealogia episcopale
La genealogia episcopale è:
- Cardinale Scipione Rebiba
- Cardinale Giulio Antonio Santori
- Cardinale Girolamo Bernerio, O.P.
- Arcivescovo Galeazzo Sanvitale
- Cardinale Ludovico Ludovisi
- Cardinale Luigi Caetani
- Vescovo Giovanni Battista Scanaroli
- Cardinale Antonio Barberini
- Arcivescovo Charles-Maurice Le Tellier
- Arcivescovo Jean-Baptiste-Michel Colbert de Saint-Pouange
- Vescovo Olivier Jégou de Kervilio
- Arcivescovo Louis de La Vergne-Montenard de Tressan
- Cardinale Étienne-René Potier de Gesvres
- Cardinale Jean-Baptiste de Belloy-Morangle
- Vescovo Jean-François Demandolx